# Fontána před poliklinikou Ostrava-Hrabůvka
Fontána před poliklinikou Ostrava-Hrabůvka, nazývaná také socha Zdraví nebo socha Sedící žena, je vodní fontána se skulpturou ženy v městském obvodu]] Ostrava-Jih. Nachází se před místní poliklinikou na ulici Dr. Martínka. Autorem díla je český sochař, medailér a heraldik slovenské národnosti Mikuláš Rutkovský (1940–2010).

## Historie a popis díla
Fontána před poliklinikou Ostrava-Hrabůvka byla postavena v letech 1977 až 1981. Ústředním motivem celého díla je skulptura sedící letně oblečené ženy, která je mírně zakloněná a hledí vzhůru. Skulptura je vytvořená z pískovce a umístěná na podstavci. Vodní části fontány jsou vydlážděny obklady z pemrlované žuly. V roce 2021 byla provedena kompletní renovace a modernizace celého díla, kde vodní hladina je podsvětlená a doplněná efektem mořského příboje. Renovace byla provedena dle návrhu týmu ostravského architekta Davida Kotka. Nápad na renovaci díla odhlasovali obyvatelé městského obvodu Ostrava-Jih v Participativním rozpočtu 2018.

## Další informace
Místo je celoročně volně přístupné.

## Galerie

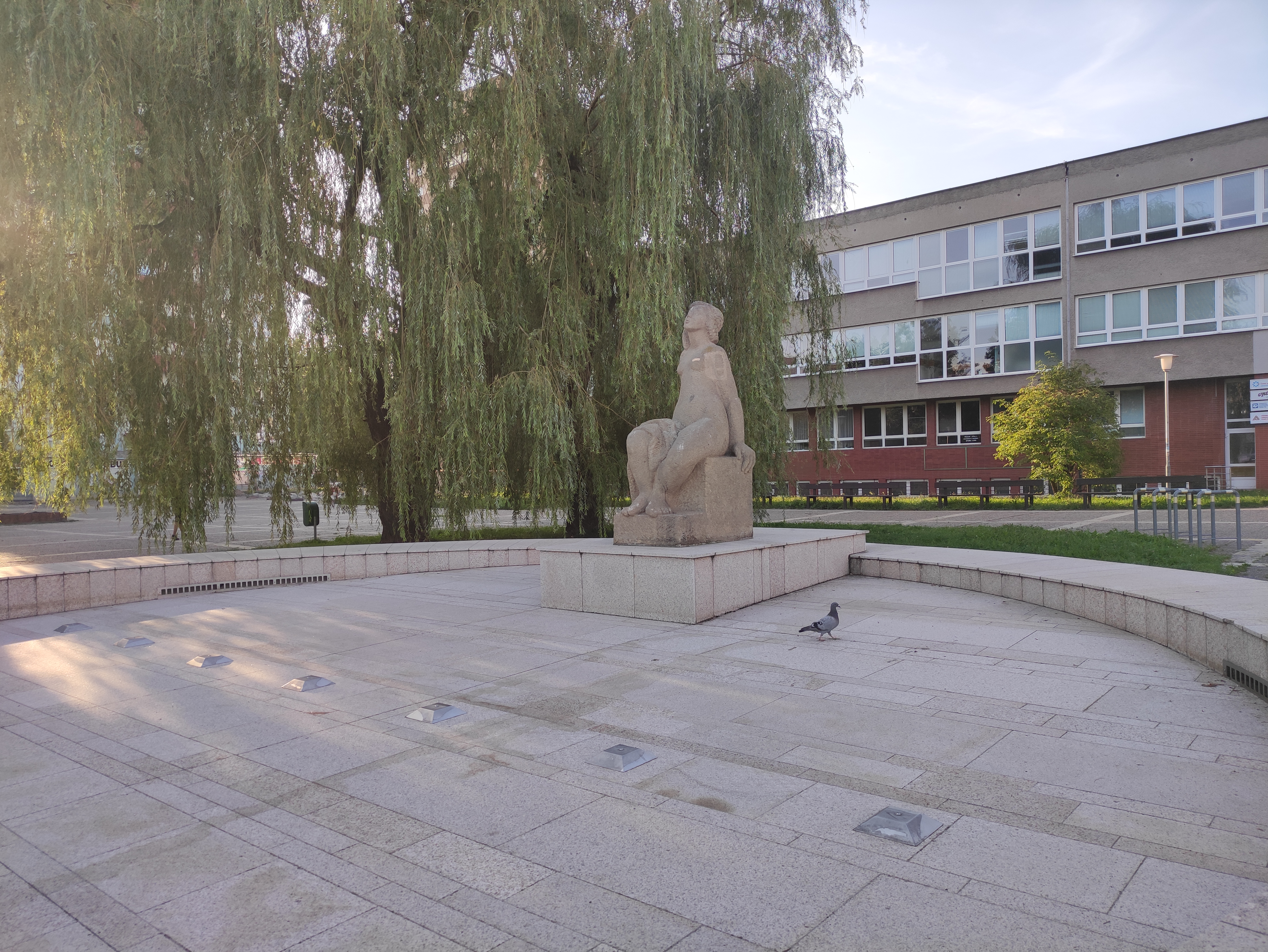
Umístění díla na dlážděném náměstí